# Chrysoderma
Chrysoderma is een monotypisch geslacht van schimmels behorend tot de familie Meruliaceae. Het bevat alleen Chrysoderma alboluteum.